# Blue Sky Studios
Blue Sky Studios – amerykańskie studio filmowe, specjalizujące się w filmach animowanych.

## Historia
Blue Sky Studios powstało 22 lutego 1987 roku, założone przez artystów i techników, którzy wcześniej pracowali dla firmy The Walt Disney Company podczas tworzenia filmu Tron, a jednocześnie zatrudnieni byli w firmie Mägi/Synthavision. W latach 80. i 90. koncentrowało się głównie na produkcji reklamy telewizyjnej i efektów wizualnych do filmów. W 1997 roku firma została nabyta przez 20th Century Fox.
W marcu 2019 roku studio zostało przejęte przez The Walt Disney Company razem z aktywami 21st Century Fox i włączone do dywizji Walt Disney Studios. W lutym 2021 roku Disney zadecydował o zamknięciu studia, które nastąpiło w kwietniu tego samego roku. Powodem likwidacji studia okazała się nieopłacalność utrzymywania trzeciej wytwórni produkującej pełnometrażowe filmy animowane wskutek pandemii COVID-19. Ostatnią produkcją studia był serial Epoka Lodowcowa: Przygody Scrata  dla Disney+.

## Filmografia

### Filmy animowane
- Epoka lodowcowa (2002)
- Roboty  (2005)
- Epoka lodowcowa 2: Odwilż (2006)
- Horton słyszy Ktosia (2008)
- Epoka lodowcowa 3: Era dinozaurów (2009)
- Rio (2011)
- Epoka lodowcowa 4: Wędrówka kontynentów (2012)
- Tajemnica zielonego królestwa (2013)
- Rio 2 (2014)
- Zax (2015)
- Fistaszki – wersja kinowa (2015)[4]
- Epoka lodowcowa 5: Mocne uderzenie (2016)[5]
- Fernando (2017)[6]
- Tajni i fajni (2019)

### Filmy krótkometrażowe
- Bunny (1998)
- Kłopoty z żołędziami (2003)
- Nie czas na żołędzie (2006)
- Surviving Sid (2008)

### Pozostałe filmy
- Karaluchy pod poduchy (1996)
- Proste życzenie (1997)
- Obcy: Przebudzenie (1997)
- Star Trek: Rebelia (1998)
- Syn Jezusa (1999)
- Podziemny krąg (1999)
- Titan – Nowa Ziemia (2000)